# 大虎山街道
大虎山镇，是中华人民共和国辽宁省锦州市黑山县下辖的一个乡镇级行政单位。
地处连接关内外的交通要道上，京哈铁路与大郑铁路在此交汇。大虎山火车站建于1900年，现为二等站，有近60列火车经过。列车已经可以直达四个直辖市，基本覆盖半个中国。

## 行政区划
大虎山镇下辖以下地区：
东居宅社区、西居宅社区、北居宅社区、向阳街社区、镇东村、镇西村、曹家壕村、四台子村、五台子村、万家村、青苔泡村、丛家村、龙山村、连城村、羊圈子村、七台子村和国营黑山县棉花原种场生活区。